# Olivaichthys mesembrinus
Olivaichthys mesembrinus és una espècie de peix de la família Diplomystidae i de l'ordre dels siluriformes.

## Morfologia
- Els mascles poden assolir 16,8 cm de longitud total.
- Nombre de vèrtebres: 42.[3][4]

## Hàbitat
És un peix d'aigua dolça i de clima temperat.

## Distribució geogràfica
Es troba al sud de Sud-amèrica: conques dels rius Chubut i Senguer a l'Argentina.